# Jonathan Le Billon
Jonathan Keith Le Billon (* 20. September 1980 in Lindley, Huddersfield, West Yorkshire, England) ist ein britischer Schauspieler und Synchronsprecher sowie ehemaliger Kinderdarsteller.

## Leben
Le Billon wurde am 20. September 1980 in Lindley, einem Vorort von Huddersfield, als Sohn von Keith und Janet Le Billon geboren. Sein Großvater väterlicherseits zog während des Zweiten Weltkriegs von den Kanalinseln auf das britische Festland. Ab seinem vierten Lebensjahr besuchte Le Billon die Nora Brays School of Dance, ab seinem neunten Lebensjahr besuchte er die Audrey Spencer Theatre School of Dance & Drama, an der er von 1989 bis 1996 Schauspiel lernte. Wenige Jahre später erhielt er wiederkehrende Fernsehserienrollen. Er absolvierte das Greenhead College in Huddersfield. Im ersten Jahr hatte er dort große Schwierigkeiten, da ihn seine schauspielerischen Aktivitäten zu sehr beanspruchten. Von 2004 bis 2007 besuchte er die Bristol Old Vic Theatre School. Er hat Sprachkenntnisse in Italienisch.
Seit Mitte der 1990er Jahre ist Le Billon als Schauspieler tätig. Seine erste große Serienrolle verkörperte er zwischen 2000 und 2001 in At Home with the Braithwaites als Kieran. Ab demselben Jahr bis 2005 wirkte er in insgesamt 98 Episoden der Fernsehserie Hollyoaks in der Rolle des Brian Drake mit. 2003 war er im Videospiel Urban Freestyle Soccer als Synchronsprecher zu hören. Nach einem knappen halben Jahrzehnt Abstand vom Filmschauspiel war er 2011 im Spielfilm Bright in the Dark zu sehen. 2012 stellte er im Low-Budget-Film Super Cyclone die Rolle des Ingenieurs Alex Rowell dar. Im selben Jahr hatte er unter anderen eine kleinere Rolle im Spielfilm Apostel Petrus und das letzte Abendmahl inne. Zuletzt wirkte er 2022 in zwei Episoden der Fernsehserie Coronation Street als Schauspieler mit.
Le Billon ist überwiegend als Bühnendarsteller tätig. Nach seinem Beginn in England lebte er in Kalifornien und spielte in mehreren Theaterstücken mit. Er übernahm unter anderem Hauptrollen als Dick Whittington im gleichnamigen Stück oder als Hänsel in Hansel & Gretel.

## Filmografie (Auswahl)
- 1996: How We Used to Live (Fernsehserie, 3 Episoden)
- 1998: Heartbeat (Fernsehserie, Episode 7x24)
- 1999: City Central (Fernsehserie, Episode 2x11)
- 2000: Cold Feet (Fernsehserie, Episode 3x02)
- 2000–2001: At Home with the Braithwaites (Fernsehserie, 14 Episoden)
- 2000–2005: Hollyoaks (Fernsehserie, 98 Episoden)
- 2011: Bright in the Dark
- 2012: A Broken Code
- 2012: Casting Shadows (Kurzfilm)
- 2012: Super Cyclone
- 2012: Apostel Petrus und das letzte Abendmahl (Apostle Peter and the Last Supper)
- 2013: Miracle on Metal Street
- 2014: Lady Windermere’s Fan
- 2017: The Invisible Man
- 2022: Coronation Street (Fernsehserie, 2 Episoden)

## Synchronisationen (Auswahl)
- 2003: Urban Freestyle Soccer (Computerspiel)
- 2018: The Rose King: A Haunting Tale of Love Everlasting (Podcast-Serie)

## Theater (Auswahl)
- The Elephant Man, San Bernardino Playhouse, Kalifornien
- Treasure Island, Ryiad, Saudi-Arabien
- Frankenstein, San Bernardino Playhouse, Kalifornien
- The Chronicles of Narnia, San Bernardino Playhouse, Kalifornien
- Before the Revolution, Billy Wilder Theatre, Kalifornien
- The Gingerbread Man, Lewis Family Playhouse, Kalifornien
- Amadeus, San Bernardino Playhouse, Kalifornien
- The Good Soldier Schweik, Long Beach Opera, Kalifornien
- River of Tides, NYC. Smithsonian/P.A.C.E., New York
- Richard III, The Northcott Theatre, UK.
- The London Cuckolds, Bristol Old Vic Studio
- A Chaste Maid in Cheapside, Bristol Old Vic Studio
- Stags and Hens, The Redgrave Theatre, UK.
- The Vicar of Wakefield, The Old Vic Studio
- As You Like It, BOVTS West Country/Cyprus Tou
- 'Brunel' The Hero, BOVTS.
- The Nativity, BOVTS.
- Dick Whittington, The Millfield Theatre
- The Merchant of Venice, Northern Broadsides
- Antigone, Northern Broadsides
- Hansel & Gretel, Loughborough Theatre
- Sleeping Beauty, Wakefield Theatre Royal